# Monetazione imperiale romana

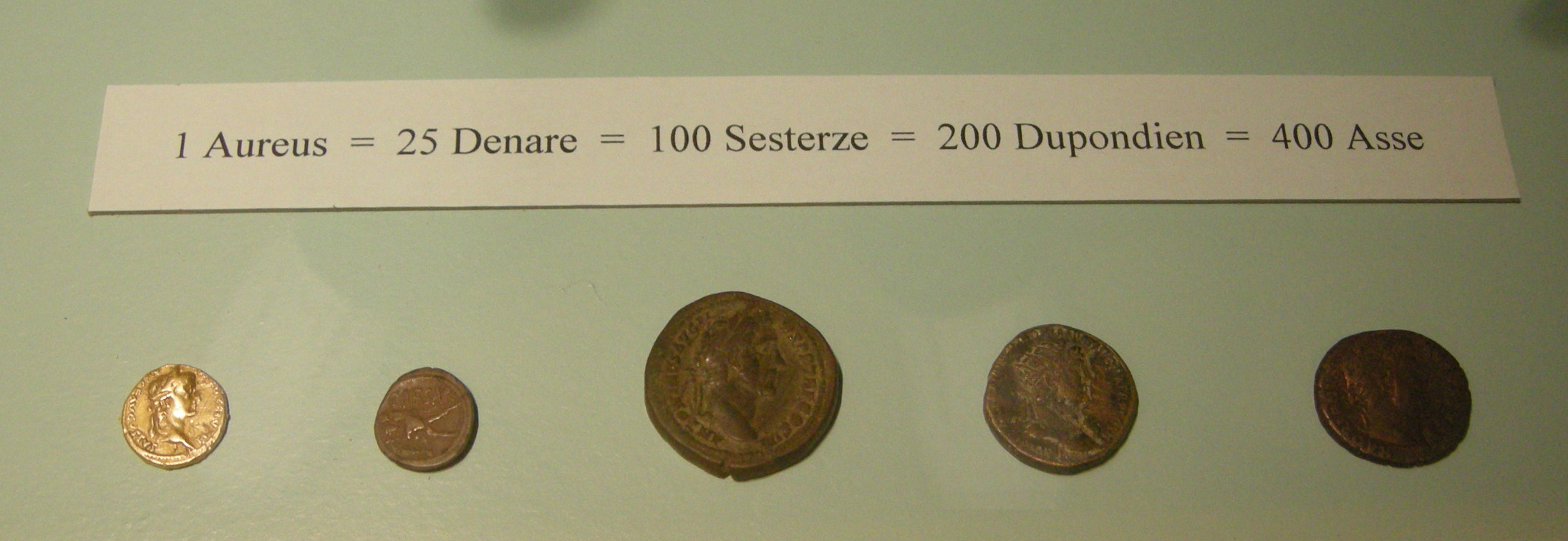
Il primo sistema monetario imperiale di epoca augustea.

Per monetazione imperiale si intende l'insieme delle monete emesse da Roma durante l'impero. La numismatica romano-imperiale va quindi dal 27 a.C., anno in cui Ottaviano assunse la titolatura imperiale di Augusto, fino al 491 d.C., impero di Zenone (non fino alla caduta dell'Impero Romano d'Occidente del 476 d.C., poiché ancora per alcuni decenni si continuò a produrre moneta nell'Impero senza modifiche essenziali).

## Il denario
Anche se il denario restò l'elemento portante dell'economia romana dalla sua introduzione fino al termine della sua coniazione (metà del III secolo), la purezza ed il peso della moneta andò lentamente, ma inesorabilmente riducendosi. Il fenomeno della svalutazione nell'economia romana era pervasivo e causato da una serie di fattori, quali la carenza di metallo prezioso, lo scarso rigore delle finanze statali e la presenza di una forte inflazione.
Il denario al momento della sua introduzione conteneva argento quasi puro con un peso di circa 4,5 grammi. Questi valori rimasero abbastanza stabili durante tutta la repubblica, ad eccezione dei periodi bellici.
Ad esempio, i denari coniati da Marco Antonio durante la sua guerra con Ottaviano erano di diametro leggermente più piccolo e con un titolo considerevolmente inferiore: il dritto raffigurava una galea ed il nome di Antonio, mentre il rovescio presentava il nome della particolare legione per la quale la moneta era stata emessa; c'è da notare che queste monete rimasero in circolazione per più di 200 anni a causa della carenza di metallo prezioso.

### Riforma monetaria di Augusto
La prima riforma monetaria del periodo imperiale fu quella di Augusto del 15 a.C., che assegnava all'imperatore il controllo della coniazione delle monete in oro ed argento, mentre il senato controllava la coniazione dei valori minori.
Per quanto riguarda le monete d'oro, ci si basava sull'aureo (1/42 di libbra romana, 7,78 g), con il quaternione come multiplo (4 aurei) ed il quinario come sottomultiplo (1/2 aureo). Per le monete d'argento, rimaneva il denario (1/84 di libbra, 3,90 g) ed il suo sottomultiplo quinario (1/2 denario).
Per i valori minori, si aveva l'asse in rame (10,90 g), i suoi multipli in oricalco, un metallo simile all'ottone, detti dupondio (2 assi) e sesterzio (4 assi); per i sottomultipli si aveva il quadrante in rame (1/4 di asse).
| Valori di epoca augustea (27 a.C. – 301 d.C.) | Valori di epoca augustea (27 a.C. – 301 d.C.) | Valori di epoca augustea (27 a.C. – 301 d.C.) | Valori di epoca augustea (27 a.C. – 301 d.C.) | Valori di epoca augustea (27 a.C. – 301 d.C.) | Valori di epoca augustea (27 a.C. – 301 d.C.) | Valori di epoca augustea (27 a.C. – 301 d.C.) | Valori di epoca augustea (27 a.C. – 301 d.C.) | Valori di epoca augustea (27 a.C. – 301 d.C.) | Valori di epoca augustea (27 a.C. – 301 d.C.) |
|                                               | Aureo                                         | Quinario d'oro                                | Denario                                       | Quinario d'argento                            | Sesterzio                                     | Dupondio                                      | Asse                                          | Semisse                                       | Quadrante                                     |
| --------------------------------------------- | --------------------------------------------- | --------------------------------------------- | --------------------------------------------- | --------------------------------------------- | --------------------------------------------- | --------------------------------------------- | --------------------------------------------- | --------------------------------------------- | --------------------------------------------- |
| Aureo                                         | 1                                             | 2                                             | 25                                            | 50                                            | 100                                           | 200                                           | 400                                           | 800                                           | 1600                                          |
| Quinario d'oro                                | 1/2                                           | 1                                             | 12 1/2                                        | 25                                            | 50                                            | 100                                           | 200                                           | 400                                           | 800                                           |
| Denario                                       | 1/25                                          | 2/25                                          | 1                                             | 2                                             | 4                                             | 8                                             | 16                                            | 32                                            | 64                                            |
| Quinario d'argento                            | 1/50                                          | 1/25                                          | 1/2                                           | 1                                             | 2                                             | 4                                             | 8                                             | 16                                            | 32                                            |
| Sesterzio                                     | 1/100                                         | 1/50                                          | 1/4                                           | 1/2                                           | 1                                             | 2                                             | 4                                             | 8                                             | 16                                            |
| Dupondio                                      | 1/200                                         | 1/100                                         | 1/8                                           | 1/4                                           | 1/2                                           | 1                                             | 2                                             | 4                                             | 8                                             |
| Asse                                          | 1/400                                         | 1/200                                         | 1/16                                          | 1/8                                           | 1/4                                           | 1/2                                           | 1                                             | 2                                             | 4                                             |
| Semis                                         | 1/800                                         | 1/400                                         | 1/32                                          | 1/16                                          | 1/8                                           | 1/4                                           | 1/2                                           | 1                                             | 2                                             |
| Quadrante                                     | 1/1600                                        | 1/800                                         | 1/64                                          | 1/32                                          | 1/16                                          | 1/8                                           | 1/4                                           | 1/2                                           | 1                                             |

### I e II secolo: dai Giulio-Claudi agli Antonini
Durante la dinastia giulio-claudia (Tiberio, Caligola, Claudio, Nerone) il valore del denario rimase relativamente stabile. Nerone, invece, introdusse nel 63/64 d.C. una nuova riforma monetaria: l'aureo venne portato ad 1/42 di libbra (7,28 g), mentre il denario a 1/96 di libbra (3,41 g). Alla fine della dinastia dei Flavi (Vespasiano, Tito, Domiziano), Domiziano annullò la riforma di Nerone, riportando le monete ai valori della riforma di Augusto, mentre nel periodo degli imperatori adottivi (Nerva, Traiano, Adriano, Antonino Pio, Marco Aurelio), Traiano reintrodusse i valori della riforma di Nerone.

### Il terzo secolo
Un'altra riforma si ebbe nel 215 per opera dell'imperatore Caracalla. Il denario, infatti, continuò il suo declino durante tutto l'impero di Commodo e di Settimio Severo. Con Caracalla l'aureo venne svalutato di nuovo, portandolo ad 1/50 di libbra (6,54 g). Inoltre, sia per l'aureo che per il denario (ridotto ad avere meno del 50% di argento) vennero introdotte monete con valore raddoppiato: il doppio aureo (o binione) ed il doppio denario (o antoniniano), anche se per quest'ultimo non contenne mai più di 1,6 volte il contenuto d'argento del denario. Comunque, mentre l'aureo riuscì ad avere una valutazione abbastanza stabile, anche l'antoniniano conobbe la stessa progressiva svalutazione vista col denario, fino a ridursi ad un contenuto d'argento del 2%.
Tra il 272 ed il 275, Aureliano riformò nuovamente il sistema monetario romano, eliminando la possibilità di coniazione locale delle monete minori per riportarle ad un livello qualitativo paragonabile a quello delle altre monete. L'aureo fu portato inizialmente a 1/60 di libbra (5,54 g), ma poi il suo valore fu fissato ad 1/50 di libbra (6,50 g). Per l'antoniniano si fissò un peso di 3,90 g ed un titolo di 20 parti di rame ed uno d'argento, rapporto indicato sulla moneta tramite il simbolo XXI in latino o KA in greco. Tutto ciò sembra sia dovuto ad una rivolta dei fabbricanti di monete:
(Eutropio, Breviarium ab Urbe condita, 9, 14.)
| Peso teorico degli Aurei: da Cesare alla riforma di Aureliano (274) | Peso teorico degli Aurei: da Cesare alla riforma di Aureliano (274) | Peso teorico degli Aurei: da Cesare alla riforma di Aureliano (274) | Peso teorico degli Aurei: da Cesare alla riforma di Aureliano (274) | Peso teorico degli Aurei: da Cesare alla riforma di Aureliano (274) | Peso teorico degli Aurei: da Cesare alla riforma di Aureliano (274) | Peso teorico degli Aurei: da Cesare alla riforma di Aureliano (274) | Peso teorico degli Aurei: da Cesare alla riforma di Aureliano (274) | Peso teorico degli Aurei: da Cesare alla riforma di Aureliano (274) | Peso teorico degli Aurei: da Cesare alla riforma di Aureliano (274) | Peso teorico degli Aurei: da Cesare alla riforma di Aureliano (274) | Peso teorico degli Aurei: da Cesare alla riforma di Aureliano (274) |
| Aureo                                                               | Cesare                                                              | Augusto (post 2 a.C.)                                               | Nerone (post 64)                                                    | Domiziano (82)                                                      | Domiziano (85)                                                      | Traiano                                                             | Settimio Severo                                                     | Caracalla (ante 215)                                                | Caracalla (post 215)                                                | Aureliano (ante 274)                                                | Aureliano (post 274)                                                |
| ------------------------------------------------------------------- | ------------------------------------------------------------------- | ------------------------------------------------------------------- | ------------------------------------------------------------------- | ------------------------------------------------------------------- | ------------------------------------------------------------------- | ------------------------------------------------------------------- | ------------------------------------------------------------------- | ------------------------------------------------------------------- | ------------------------------------------------------------------- | ------------------------------------------------------------------- | ------------------------------------------------------------------- |
| Peso teorico: in libbre (=327,168 grammi)                           | 1/40                                                                | 1/42                                                                | 1/45                                                                | (1/42.2)                                                            | (1/43.3)                                                            | (1/44.8)                                                            | (1/45.4)                                                            | (1/43.9)                                                            | 1/50                                                                | 1/60                                                                | 1/50                                                                |
| Peso teorico: in grammi                                             | 8.179 gr.                                                           | 7.790 gr.                                                           | 7.270 gr.                                                           | 7.750 gr.                                                           | 7.550 gr.                                                           | 7.300 gr.                                                           | 7.200 gr.                                                           | 7.450 gr.                                                           | 6.543 gr.                                                           | 5.453 gr.                                                           | 6.543 gr.                                                           |

Gli imperatori successivi alla dinastia dei Severi (vedi anarchia militare), il cui potere dipendeva interamente dall'esercito, erano costretti a continue nuove emissioni per pagare i soldati ed effettuare i tradizionali donativi: il metallo effettivamente presente nelle monete si ridusse progressivamente, pur conservando queste lo stesso valore teorico. Ciò ebbe l'effetto prevedibile di causare un'inflazione galoppante e quando Diocleziano arrivò al potere il sistema monetario era quasi al collasso: persino lo stato pretendeva il pagamento delle tasse in natura invece che in moneta e il denario, la tradizionale moneta d'argento, usata per più di 300 anni, era poco apprezzata. Sappiamo infatti che, sotto Cesare ed Augusto, il denario aveva un peso teorico di circa 1/84 di libbra, ridotto da Nerone a 1/96 (pari ad una riduzione del peso della lega del 12,5%). Contemporaneamente, oltre alla riduzione del suo peso, vi era anche una riduzione del tuo titolo (% di argento presente nella lega), che passò dal 97-98% dell'epoca augustea al 93,5% (per una riduzione complessiva del solo argento del 16,5% ca). Il denario, infatti, continuò il suo declino durante tutto l'impero di Commodo e di Settimio Severo, tanto da vedere ridotto il proprio titolo a meno del 50% di argento. Con la riforma monetaria di Caracalla, venne introdotto, a fianco del denario e poi in sua sostituzione, l'antoniniano (all'inizio del 215), completamente d'argento, più grande del denario, e per differenziarlo da quest'ultimo presentava l'imperatore che indossava una corona radiata (non invece una corona d'alloro, come sul denario), indicando così il suo valore doppio (come nel dupondio, che valeva due assi). Anche se di valore doppio del denario, l'antoniniano non pesò mai più di 1,6 volte il peso del denario. Il denario continuò ad essere emesso accanto all'antoniniano, ma durante la metà del III secolo d.C. fu rapidamente svalutato per far fronte al permanente stato di guerra del periodo. Attorno al 250 conteneva ancora il 30-40% di argento, una decina d'anni più tardi ne conteneva solo il 5%, mentre il restante 95% era di rame. Vi è da aggiungere che se inizialmente il rapporto con l'aureo era di 25:1 (un aureo = 25 antoniniani) o forse di 50:1, al tempo di Aureliano giunse addirittura a 800:1.
| Peso teorico dei Denari: da Cesare alla riforma di Aureliano (274) | Peso teorico dei Denari: da Cesare alla riforma di Aureliano (274) | Peso teorico dei Denari: da Cesare alla riforma di Aureliano (274) | Peso teorico dei Denari: da Cesare alla riforma di Aureliano (274) | Peso teorico dei Denari: da Cesare alla riforma di Aureliano (274) | Peso teorico dei Denari: da Cesare alla riforma di Aureliano (274) | Peso teorico dei Denari: da Cesare alla riforma di Aureliano (274) | Peso teorico dei Denari: da Cesare alla riforma di Aureliano (274) | Peso teorico dei Denari: da Cesare alla riforma di Aureliano (274) | Peso teorico dei Denari: da Cesare alla riforma di Aureliano (274) |
| Denario                                                            | Cesare                                                             | Augusto (post 2 a.C.)                                              | Nerone (post 64)                                                   | Traiano                                                            | Marco Aurelio (post 170)                                           | Commodo                                                            | Settimio Severo (post 197)                                         | Caracalla (post 215)                                               | Aureliano (post 274)                                               |
| ------------------------------------------------------------------ | ------------------------------------------------------------------ | ------------------------------------------------------------------ | ------------------------------------------------------------------ | ------------------------------------------------------------------ | ------------------------------------------------------------------ | ------------------------------------------------------------------ | ------------------------------------------------------------------ | ------------------------------------------------------------------ | ------------------------------------------------------------------ |
| Peso teorico (della lega): in libbre (=327,168 grammi)             | 1/84                                                               | 1/84                                                               | 1/96                                                               | 1/99                                                               | 1/100                                                              | 1/111                                                              | 1/111                                                              | 1/105                                                              | 1/126                                                              |
| Peso teorico (della lega): in grammi                               | 3.895 grammi                                                       | 3.895 grammi                                                       | 3.408 grammi                                                       | 3.305 grammi                                                       | 3.253 grammi                                                       | 2.947 grammi                                                       | 2.947 grammi                                                       | 3.116 grammi                                                       | 2.600 grammi                                                       |
| % del titolo di solo argento:                                      | 98%                                                                | 97%                                                                | 93,5%                                                              | 89,0%                                                              | 79,0%                                                              | 73,5%                                                              | 58%                                                                | 46%                                                                | 2,5%                                                               |
| Peso teorico (argento): in grammi                                  | 3,817 grammi                                                       | 3,778 grammi                                                       | 3,186 grammi                                                       | 2,941 grammi                                                       | 2,570 grammi                                                       | 2.166 grammi                                                       | 1.710 grammi                                                       | 1,433 grammi                                                       | 0,065 grammi                                                       |

### La tetrarchia
A seguito della riforma di Diocleziano, la monetazione romana cambiò radicalmente. Dato che il governo introdotto da Diocleziano si basava su una tetrarchia, con la suddivisione dell'impero in due territori assegnati a due diversi imperatori e con due Cesari a supporto ai due reggenti, le monete iniziarono a non personificare più un singolo reggente, ma a dare un'immagine idealizzata dell'imperatore sul dritto, con il rovescio che celebrava tipicamente la gloria di Roma e la sua potenza militare. Anche dopo l'adozione del cristianesimo come religione di Stato, quest'impostazione rimase abbastanza invariata: solo in poche eccezioni vennero utilizzate immagini cristiane come il chi-rho, monogramma di Cristo. Nel 300 venne emanato un editto (l'Editto sui prezzi massimi) che fissava i prezzi massimi delle merci, con l'intento di calmierarli: i prezzi venivano espressi in denarii, anche se questa non era ormai più una moneta in circolazione. L'aureo torna ad un peso di 1/60 di libbra. Si introduce una moneta in argento, detta argenteo, con un peso pari a 1/96 di libbra. Oltre ad un antoniniano con un peso di 3,90 g, fu introdotta anche una moneta in bronzo, il follis, con un peso di circa 10 g.
| Valori di epoca dioclezianea (301 d.C.) | Valori di epoca dioclezianea (301 d.C.) | Valori di epoca dioclezianea (301 d.C.) | Valori di epoca dioclezianea (301 d.C.) | Valori di epoca dioclezianea (301 d.C.) | Valori di epoca dioclezianea (301 d.C.) | Valori di epoca dioclezianea (301 d.C.) |
|                                         | Solido                                  | Argenteo                                | Nummo                                   | Radiata                                 | Laureata                                | Denario                                 |
| --------------------------------------- | --------------------------------------- | --------------------------------------- | --------------------------------------- | --------------------------------------- | --------------------------------------- | --------------------------------------- |
| Solidus                                 | 1                                       | 10                                      | 40                                      | 200                                     | 500                                     | 1000                                    |
| Argenteo                                | 1/10                                    | 1                                       | 4                                       | 20                                      | 50                                      | 100                                     |
| Nummo                                   | 1/40                                    | 1/4                                     | 1                                       | 5                                       | 12 1/2                                  | 25                                      |
| Radiata                                 | 1/200                                   | 1/20                                    | 1/5                                     | 1                                       | 2 1/2                                   | 5                                       |
| Laureata                                | 1/500                                   | 1/50                                    | 2/25                                    | 2/5                                     | 1                                       | 2                                       |
| Denario                                 | 1/1000                                  | 1/100                                   | 1/25                                    | 1/5                                     | 1/2                                     | 1                                       |

### Riforma di Costantino
Ultima riforma dell'impero romano fu nel 309-310 quella di Costantino, che si rifaceva al sistema bimetallico di Augusto. La riforma monetaria fu necessaria anche per fare fronte alla scarsità di monete d'oro. Venne, quindi, introdotto il solidus d'oro, con un peso di 4,54 g pari a 1/72 di libbra, cioè più leggero (anche se più largo e sottile) dell'aureo, che in quel momento valeva 1/60 di libbra. Ed il ritorno al sistema bimetallico augusteo portò anche alla coniazione della siliqua d'argento, di 2,27 g pari a 1/144 di libbra: il miliarense, con un valore doppio della siliqua, aveva quindi lo stesso peso del solidus. Per quanto riguarda i bronzi, il follis, ormai fortemente svalutato, venne sostituito da una moneta di 3 g, detto nummus centenionalis, cioè 1/100 di siliqua.
La riforma fu durevole e il nuovo peso aureo del solido rimase invariato per secoli anche durante l'impero bizantino. Ma a livello sociale le conseguenze furono catastrofiche: tutti coloro che non avevano accesso alla nuova moneta d'oro, infatti, dovettero subire le conseguenze dell'inflazione, a causa di una svalutazione rispetto al solidus delle altre monete d'argento e di rame, che non erano più protette dallo Stato. Il risultato fu una insuperabile spaccatura tra una minoranza privilegiata di ricchi e la massa dei poveri.
Questo sistema monetario durò fino alla caduta dell'Impero romano d'Occidente nel 476. Per i successivi sviluppi nell'Impero romano d'Oriente, si veda l'articolo sulla monetazione bizantina.
| Valori monetali dal (337 al 476 d.C.) | Valori monetali dal (337 al 476 d.C.) | Valori monetali dal (337 al 476 d.C.) | Valori monetali dal (337 al 476 d.C.) | Valori monetali dal (337 al 476 d.C.) | Valori monetali dal (337 al 476 d.C.) |
|                                       | Solido                                | Miliarense                            | Siliqua                               | Follis                                | Nummo                                 |
| ------------------------------------- | ------------------------------------- | ------------------------------------- | ------------------------------------- | ------------------------------------- | ------------------------------------- |
| Solido                                | 1                                     | 12                                    | 24                                    | 180                                   | 7200                                  |
| Miliarense                            | 1/12                                  | 1                                     | 2                                     | 15                                    | 600                                   |
| Siliqua                               | 1/24                                  | 1/2                                   | 1                                     | 7 1/2                                 | 300                                   |
| Follis                                | 1/180                                 | 1/15                                  | 2/15                                  | 1                                     | 40                                    |
| Nummo                                 | 1/7200                                | 1/600                                 | 1/300                                 | 1/40                                  | 1                                     |